# Remete község
Remete község (románul: Comuna Râmeț) község Fehér megyében, Romániában. Központja Remete, beosztott falvai Boțani, Cotorăști, Fenyősremete, Florești, Remeteiszoros, Remetekolostor, Szabaderdő, Valea Făgetului, Valea Inzelului, Valea Poienii, Valea, Vlădești.

## Népessége
A 2011-es népszámlálás adatai alapján a község népessége 574 fő volt.